# Flower-Klasse (1915)
Die Flower-Klasse des Ersten Weltkrieges bezeichnete eine Klasse von 120 Schiffen von etwa 1250 t, die auf britischer Seite in hohen Stückzahlen nach Handelsschiffnormen gebaut wurden, um Schwachstellen der bisherigen Flottenrüstung auszugleichen. Die Schiffe kamen als Minensucher und später zur Geleitzugsicherung und U-Boot-Abwehr zum Einsatz. Namensgeber waren Blumen oder Pflanzen. Die standardmäßige Bewaffnung setzte sich entweder aus zwei 12-Pfündern (Kaliber 7,62-cm), zwei QF 4-inch oder zwei QF 4,7-inch-Geschützen und zwei bis drei kleinkalibrigen 3-Pfündern (Kaliber 4,7-cm) zusammen.
Die Klasse verfügte über fünf Unterklassen:
- Acacia-Klasse: 1. Gruppe von 24 Schiffen, 1915 in zwei Serien à zwölf Schiffe gebaut, zwei Kriegsverluste.
- Azalea-Klasse: 2. Gruppe von 12 Schiffen, 1915 gebaut, zwei Kriegsverluste (die Schiffe waren im Vergleich zur Acacia-Klasse leicht modifiziert).
- Arabis-Klasse: 3. Gruppe von 44 Schiffen, 1915 gebaut (acht für Frankreich), sechs Kriegsverluste.
- Aubretia-Klasse: 4. Gruppe von 12 Schiffen, 1916 gebaut, zwei Kriegsverluste.
- Anchusa-Klasse: 5. Gruppe von 28 Schiffen, 1917 gebaut, sechs Kriegsverluste.

Eines der Schiffe, die HMS Saxifrage, die zur Anchusa-Klasse gehört, existiert umbenannt in HMS President auch noch im Jahr 2019.